# Cornèr Arena
La Cornèr Arena (originellement appelée Resega jusqu'en mai 2018) est une patinoire de Lugano en Suisse.

## Histoire
Elle a été ouverte en 1957, puis démolie pour laisser place à la Resega actuelle en 1995. Durant la phase des travaux, le HC Lugano a évolué pendant deux saisons sur la patinoire adjacente, la Reseghina, dont la capacité était de 2 500 places.
Elle est le domicile de l'équipe de hockey sur glace du HC Lugano de la NL et propriété de la ville de Lugano. La patinoire a une capacité de 6 733 spectateurs. Initialement de 8 250, la capacité fut réduite à la suite des transformations, sur demande des divers fans clubs et ultras réunis via une pétition, afin de créer la tribune Pat Schafhauser, tribune spécialement conçue pour les personnes à mobilité réduite.